# Conservatorio de Música de Maracay
La sede del conservatorio de música del estado Aragua y Concha Acústica es una institución pública que ofrece estudios en música. Ubicado en la avenida Las Delicias, parroquia Las Delicias en Maracay, Venezuela, sus espacios están distribuidos en 16 aulas, un auditorio y una biblioteca.
Tanto el conservatorio, como la concha acústica, se encuentran en el listado de Sitios de Interés Artístico, Histórico, Arquitectónico y/o Arqueológico que constituyen el Patrimonio Cultural del estado Aragua, según el Decreto 975 contenido en la Gaceta Oficial del estado Aragua n.° 610 extraordinario del 21 de noviembre de 1997.

## Historia
Abrió sus puertas a la comunidad el 3 de enero de 1968 para emprender la tarea de formar futuro músicos de profesión. La edificación de dos pisos, sirvió previamente como sede del Ministerio de Agricultura y Cría. Su estructura es de concreto armado, techo de platabanda y paredes de bloques con revestimiento de cemento y cerámica vitrificada. En un terreno adyacente, a lado sur del conservatorio, se alza una concha acústica en concreto armado y obra limpia, rodeada de gradas del mismo material.